# Graham Hurrell
Graham Hurrell (* 7. Mai 1975) ist ein englischer Badmintonspieler. 

## Karriere
Graham Hurrell gewann 1997 die Mauritius International. 1998 war er sowohl bei den Slovak International als auch bei den Czech International erfolgreich. 1999 siegte er bei den Spanish International und den Irish Open, 2000 bei den US Open.

## Sportliche Erfolge
| Saison | Veranstaltung           | Disziplin    | Platz | Name                             |
| ------ | ----------------------- | ------------ | ----- | -------------------------------- |
| 1997   | Mauritius International | Herrendoppel | 1     | Graham Hurrell / Peter Jeffrey   |
| 1998   | Slovak International    | Herrendoppel | 1     | Graham Hurrell / Peter Jeffrey   |
| 1998   | Czech International     | Herrendoppel | 1     | Graham Hurrell / Peter Jeffrey   |
| 1999   | Weltmeisterschaft       | Herrendoppel | 17    | Graham Hurrell / Peter Jeffrey   |
| 1999   | Spanish International   | Herrendoppel | 1     | Graham Hurrell / James Anderson  |
| 1999   | Irish Open              | Herrendoppel | 1     | Graham Hurrell / James Anderson  |
| 2000   | US Open                 | Herrendoppel | 1     | Graham Hurrell / James Anderson  |
| 2001   | Weltmeisterschaft       | Mixed        | 17    | Graham Hurrell / Sara Hardaker   |
| 2001   | Weltmeisterschaft       | Herrendoppel | 17    | James Anderson / Graham Hurrell  |
| 2003   | Weltmeisterschaft       | Mixed        | 33    | Graham Hurrell / Joanne Nicholas |
| 2003   | Weltmeisterschaft       | Herrendoppel | 17    | Simon Archer / Graham Hurrell    |